# 曲苞芋
曲苞芋（学名：Remusatia pumila）为天南星科岩芋属下的一个种。其种加词“pumilus”意为“矮小的”。